# Przełęcz Złamanych Serc
Przełęcz Złamanych Serc (ang. Breakheart Pass) – amerykański film przygodowy z 1975 zrealizowany na podstawie opowiadania Przełęcz Złamanego Serca Alistaira MacLeana. Główną rolę zagrał Charles Bronson; na ekranie partnerują mu: jego ówczesna żona Jill Ireland, a także Richard Crenna, Ben Johnson, Ed Lauter i Charles Durning.

## Fabuła
Rok 1870. W forcie Humboldt w Górach Skalistych wśród stacjonujących tam amerykańskich żołnierzy wybucha epidemia dyfterytu. Dowództwo armii wysyła do fortu pociąg wypełniony lekarstwami i żołnierzami mającymi zastąpić ofiary zarazy. Wśród pasażerów znajdują się także cywile; m.in. gubernator i jego piękna kochanka Marica – córka zarządcy fortu, lekarz, duchowny oraz szeryf z aresztowanym oszustem Johnem Deakinem, który w rzeczywistości jest tajnym agentem. Niebawem w tajemniczych okolicznościach zaczynają ginąć kolejni podróżni. Deakin odkrywa, że w forcie tak naprawdę nie wybuchła żadna epidemia, a cała akcja jest przykrywką dla działalności przestępczej. Okazuje się, że w spisku uczestniczy część pasażerów pociągu.

## Obsada
- Charles Bronson – John Deakin
- Jill Ireland – Marica Scovile
- Richard Crenna – gubernator Richard Fairchild
- Ben Johnson – szeryf Nathan Pearce
- Ed Lauter – mjr Claremont
- Charles Durning – Frank O'Brien
- Bill McKinney – wielebny Peabody
- David Huddleston – dr Molyneux
- Roy Jenson – Banion, maszynista
- Archie Moore – Carlos, kucharz
- Joe Kapp – Henry
- Robert Tessier – Calhoun
- Doug Atkins – Jebbo
- Eddie Little Sky – "White Hand"
- Scott Newman – Rafferty
- Casey Tibbs – Jackson
- Rayford Barnes – sierżant Bellew

i inni...